# Équipes du tournoi féminin de volley-ball aux Jeux olympiques d'été de 2012
Pour un article plus général, voir Volley-ball (indoor) aux Jeux olympiques d'été de 2012.

## Algérie
Entraîneur :  Georges Strumilo ; entraîneur-adjoint :  Aimed Eddine Saidani

## Brésil
Entraîneur :  José Roberto Guimarães ; entraîneur-adjoint :  Paulo Barros Junior

## Chine
Entraîneur :  Yu Juemin ; entraîneur-adjoint :  Lai Yawen

## Corée du Sud
Entraîneur :  Kim Hyung-Sil ; entraîneur-adjoint :  Hong Sung-Jin

## République dominicaine
Entraîneur :  Marcos Kwiek ; entraîneur-adjoint :  Wagner Pacheco

## États-Unis
Entraîneur :  Hugh McCutcheon ; entraîneur-adjoint :  Karch Kiraly

## Grande-Bretagne
Entraîneur :  Audrey Cooper ; entraîneur-adjoint :  Dave Goodchild

## Italie
Entraîneur :  Massimo Barbolini ; entraîneur-adjoint :  Marco Bracci

## Japon
Entraîneur :  Masayoshi Manabe ; entraîneur-adjoint :  Kiyoshi Abo

## Russie
Entraîneur :  Sergeï Ovtchinnikov ; entraîneur-adjoint :  Igor Kurnosov

## Serbie
Entraîneur :  Zoran Terzić ; entraîneur-adjoint :  Branko Kovacević

## Turquie
Entraîneur :  Marco Aurélio Motta ; entraîneur-adjoint :  Alper Erdogus